# Helma Sanders-Brahms
Helma Sanders-Brahms (Emden, 20 de novembre de 1940 - Berlín, 27 de maig de 2014) va ser una directora de cinema, guionista, productora i actriu alemanya.

## Biografia
Nascuda a Baixa Saxònia, va estudiar actuació després alemany i anglès. Primer va treballar en la televisió i, en acabat, es va formar com a directora de cinema amb Sergio Corbucci i Pier Paolo Pasolini amb els qui va fer un gran nombre de pel·lícules sovint per encàrrec de la televisió alemanya. Va saltar a la fama durant el període del Nou cinema alemany com una de les màximes representants de la generació de postguerra. A Gran Bretanya, és potser la més coneguda per Shirins Hochzeit. També va participar en el projecte Lumière et compagnie.
La seva pel·lícula més famosa va ser Deutschland bleiche Mutter que es va projectar al Festival Internacional de Cinema de Berlín sent nominada per a un Os d'Or del festival de Berlín. El 1982, va ser membre del jurat en el 32è Festival Internacional de Cinema de Berlín. El 1997 va filmar Mein Herz niemandem sobre la relació del poeta Gottfried Benn i Else Lasker-Schüler.
Era neboda rebesneta del compositor Johannes Brahms. La seva pel·lícula 'Clara tracta sobre el triangle amorós entre Robert Schumann, Brahms i Clara Schumann protagonitzada per Martina Gedeck. Va ser membre de l'Acadèmia de les Arts de Berlín i va rebre l'Orde de les Arts i les Lletres francesa.

## Filmografia selecta
- Unter dem Pflaster ist der Strand (1975)
- Shirins Hochzeit (1975)
- Das Erdbeben in Chili, TV Film (1975)
- Heinrich (1977)
- Deutschland bleiche Mutter (1980)[6]
- Die Berührte (1981)
- Flügel und Fesseln (1985)
- Laputa (1986)
- Apple Trees (1992)
- Mein Herz – niemandem! (1997)
- Die Farbe der Seele (2003)
- Clara (2008)

## Llibres
- Gottfried Benn und Else Lasker-Schüler, Rowohlt Berlin 1997, ISBN 3-499-22535-2
- Die Erfüllung der Wünsche. Elefanten Press, Berlín 1995, ISBN 3-88520-544-0.
- Deutschland, bleiche Mutter. Reinbek 1980, ISBN 3-499-14453-0